# Machaerium villosum
Machaerium villosum, the Jacarandá-do-Cerrado, Jacarandá-Pardo, Jacarandá-Paulista, or Jacarandá-Pedra, là một loài rau đậu thuộc họ Fabaceae. Nó chỉ được tìm thấy ở Brasil. Nó bị đe dọa do mất môi trường sống.